# Маунт-Вернон (Техас)
Маунт-Вернон (англ. Mount Vernon) — город в США, расположенный в северо-восточной части штата Техас, административный центр округа Франклин. По данным переписи за 2010 год число жителей составляло 2662 человека, по оценке Бюро переписи США в 2016 году в городе проживало 2723 человека.

## История
Первые поселенцы в регионе появились в 1840-х годах. Почтовое отделение в городе появилось в 1848 году. Изначально город назвали Кит, затем, в 1850 году его переименовали в Лон-Стар. Прозвище Маунт-Вернон город получил задолго до официального переименования в сентябре 1875 года. Летом 1860 года город был уничтожен в пожаре, вызванном волнениями рабов. Позже все подозреваемые в поджогах были повешены. 30 апреля 1875 года при создании округа Франклин Маунт-Вернон был выбран административным центром. К 1876 году начался выпуск газеты Franklin Herald.
В 1876 году на юго-восток округа пришла железная дорога East Line and Red River Railroad, однако в самом Маунт-Верноне железнодорожного сообщения не было вплоть до 1887 года, когда была построена St. Louis, Arkansas and Texas Railway. Город стал крупным торговым и транспортировочным центром для местных фермеров. В 1910 году Маунт-Вернон получил устав, началось формирование органов местного управления. К 1914 году в поселении работали электростанция,водопровод, ледовый завод, телефонная компания и три банка. В 1960-х годах власти предприняли усилия по привлечению промышленных предприятий в город, был создан индустриальный парк.

## География
Маунт-Вернон находится в центральной части округа, его координаты: 33°10′39″ с. ш. 95°13′28″ з. д..
Согласно данным бюро переписи США, площадь города составляет около 9,5 км2, практически полностью занятых сушей.

### Климат
Согласно классификации климатов Кёппена, в Маунт-Верноне преобладает влажный субтропический климат (Cfa).
| Показатель                    | Янв.  | Фев.  | Март  | Апр. | Май  | Июнь | Июль | Авг. | Сен. | Окт. | Нояб. | Дек.  | Год   |
| ----------------------------- | ----- | ----- | ----- | ---- | ---- | ---- | ---- | ---- | ---- | ---- | ----- | ----- | ----- |
| Абсолютный максимум, °C       | 27,8  | 32,2  | 32,2  | 36,1 | 36,1 | 40,6 | 42,2 | 42,2 | 42,2 | 35,6 | 30,6  | 28,9  | 42,2  |
| Средний суточный максимум, °C | 12    | 14,7  | 19,2  | 23,8 | 27,4 | 31,4 | 33,8 | 34,2 | 30,2 | 24,7 | 18,4  | 13,6  | 23,6  |
| Средняя температура, °C       | 6,1   | 8,4   | 12,9  | 17,4 | 21,6 | 25,7 | 28   | 27,9 | 23,9 | 18,1 | 12,4  | 7,6   | 17,5  |
| Средний суточный минимум, °C  | 0,2   | 2,3   | 6,7   | 11,1 | 15,8 | 20,1 | 22,2 | 21,6 | 17,6 | 11,4 | 6,3   | 1,7   | 11,4  |
| Абсолютный минимум, °C        | −16,7 | −15,6 | −11,7 | −2,8 | 4,4  | 10   | 13,3 | 9,4  | 3,3  | −5   | −10,6 | −18,3 | −18,3 |
| Норма осадков, мм             | 75    | 85    | 99    | 100  | 126  | 114  | 95   | 63   | 88   | 119  | 132   | 115   | 1210  |
| Источник: weatherbase.com     |       |       |       |      |      |      |      |      |      |      |       |       |       |

## Население
Согласно переписи населения 2010 года в городе проживало 2662 человека, было 1015 домохозяйств и 684 семей. Расовый состав города: 75,7 % — белые, 12 % — афроамериканцы, 1,1 % — 
коренные жители США, 0,6 % — азиаты, 0,1 % (2 человека) — жители Гавайев или Океании, 7,9 % — другие расы, 2,6 % — две и более расы. Число испаноязычных жителей любых рас составило 14,7 %.
Из 1015 домохозяйств, в 40,2 % живут дети младше 18 лет. 40,6 % домохозяйств представляли собой совместно проживающие супружеские пары (17,9 % с детьми младше 18 лет), в 21,5 % домохозяйств женщины проживали без мужей, в 5,3 % 
домохозяйств мужчины проживали без жён, 32,6 % домохозяйств не являлись семьями. В 29,7 % домохозяйств проживал только один человек, 15,5 % составляли одинокие пожилые люди (старше 65 лет). Средний размер домохозяйства составлял 2,54 человека. Средний размер семьи — 3,13 человека.
Население города по возрастному диапазону распределилось следующим образом: 32,2 % — жители младше 20 лет, 24,9 % находятся в возрасте от 20 до 39, 27 % — от 40 до 64, 15,8 % — 65 лет и старше. Средний возраст составляет 33,3 года.
Согласно данным опросов пяти лет с 2012 по 2016 годы, медианный доход домохозяйства в Маунт-Верноне составляет 39 069 долларов США в год, медианный доход семьи — 49 196 долларов. Доход на душу населения в городе составляет 19 931 доллар. Около 19,7 % семей и 23,3 % населения находятся за чертой бедности. В том числе 31 % в возрасте до 18 лет и 19,6 % старше 65 лет.

## Местное управление
Управление городом осуществляется мэром и городским советом, состоящим из 5 человек. Один из членов совета выбирается заместителем мэра.

## Инфраструктура и транспорт
Основными автомагистралями, проходящими через Маунт-Вернон, являются:
- межштатная автомагистраль I-30 США идёт с востока от Маунт-Плезанта на запад к Салфер-Спрингсу.
- автомагистраль 67 США идёт с востока от Маунт-Плезанта на запад к Салфер-Спрингсу.
- автомагистраль 37 штата Техас идёт с северо-востока от Кларксвилла на юго-запад к Куитмену.

В городе располагается аэропорт округа Франклин. Аэропорт располагает одной взлётно-посадочной полосой длиной 1189 метров. Ближайшим аэропортом, выполняющим коммерческие рейсы, является региональный аэропорт в Абилине. Аэропорт находится примерно в 110 километрах к югу от Маунт-Вернона.

## Образование
Город обслуживается независимым школьным округом Маунт-Вернон.

## Экономика
Согласно финансовому аудиту за 2015-2016 финансовый год, Маунт-Вернон владел активами на $15,36 млн, долговые обязательства города составляли $4,53 млн. Доходы города составили $3,55 млн, расходы города — $3,18 млн.

## Отдых и развлечения
В городе работают музей пожарной части Маунт-Вернона, музей-депо железной дороги 1894 года постройки, музей-реплика миссии Аламо, а также туристический центр шоссе Банкхед (англ. Bankhead highway). Дорога, построенная в 1919 году, шла от Вашингтона к Сан-Диего. Позже она была переименована в автомагистраль US 1 и получила прозвище «Бродвей Америки». В 1937 году шоссе вошло в состав автомагистрали US 67.
В городе располагается парк Литл-Крик. В парке есть теннисные корты, бейсбольные и баскетбольные площадки, дорожки для пеших прогулок, детские площадки. Неподалёку от города располагается Лейк-Сайпресс-Спрингс, популярное место для рыбалки.